# Ravedeath, 1972
Ravedeath, 1972 es el sexto álbum de estudio del músico canadiense de música electrónica y electroacústica Tim Hecker, lanzado el 14 de febrero de 2011 por Kranky. El álbum fue grabado principalmente en la iglesia Frikirkjan, Reykjavík, por Ben Frost. Recibió elogios universales de la prensa especializada, y muchos críticos reconocieron el álbum como el mejor de Hecker hasta la fecha. 

## Producción y composición
El álbum fue compuesto por Hecker a finales de 2010 en Montreal y Banff, Canadá. La mayor parte del álbum fue grabado en la Iglesia Fríkirkjan, de Reykjavík (Ben Frost descubrió la ubicación como un posible lugar de grabación), el 21 de julio de 2010, tocando composiciones en el órgano de tubos que se complementaron con guitarra y piano. Después de esta sesión de grabación concentrada, regresó a su estudio en Montreal y trabajó durante un mes, emprendiendo la mezcla y completando el disco. El resultado es una hibridación entre un álbum de estudio y un disco en directo.

## Estilo
El álbum se caracteriza por su fusión de estilos (ambient, drone, noise, música clásica contemporánea), amalgamados por un diseño sonoro extremadamente cuidado. En palabras del historiador musical Piero Scaruffi, «el lúgubre y macizo collage de Ravedeath, 1972, grabado en una iglesia de Islandia, es emotivo y melodramático a pesar de carecer de palabras (...). La música se construye principalmente alrededor del órgano de tubos de la iglesia y se arregla con sintetizador, piano y ruido electrónico, básicamente un conjunto de "interferencias" de instrumentación alienígena contra el sonido sagrado del órgano. La suite de tres movimientos In the Fog realiza metamorfosis fascinantes: un zumbido de órgano glacial convoca a una multitud de sonidos no relacionados que inducen una cacofonía suave como la de una orquesta que está afinando sus instrumentos; un patrón repetitivo minimalista acelerado choca contra un silbido ascendente similar a una chimenea, pero finalmente triunfa; otro zumbido glacial se escinde en zumbidos más ásperos y otro tictac repetitivo, alcanzando un pico de ruido y patetismo antes de una muerte melancólica».

## Recepción
Ravedeath, 1972 recibió elogios generalizados de los críticos musicales tras su lanzamiento. En Metacritic,  el álbum tiene una puntuación promedio de 86 sobre 100, lo que indica «aclamación universal» basada en 17 reseñas, solo superada dentro de la discografía su autor con su posterior LP Virgins.
El álbum figura en el puesto número seis de la lista de los mejores discos de la década de 2010 elaborada por los críticos de la web A Closer Listen, especializada en música experimental.

## Lista de canciones
Todas las canciones escritas y compuestas por Tim Hecker. 
| N.º | Título                   | Duración |  |
| 1.  | «The Piano Drop»         | 2:54     |  |
| 2.  | «In the Fog I»           | 4:52     |  |
| 3.  | «In the Fog II»          | 6:01     |  |
| 4.  | «In the Fog III»         | 5:01     |  |
| 5.  | «No Drums»               | 3:24     |  |
| 6.  | «Hatred of Music I»      | 6:11     |  |
| 7.  | «Hatred of Music II»     | 4:22     |  |
| 8.  | «Analog Paralysis, 1978» | 3:52     |  |
| 9.  | «Studio Suicide, 1980»   | 3:25     |  |
| 10. | «In the Air I»           | 4:12     |  |
| 11. | «In the Air II»          | 4:08     |  |
| 12. | «In the Air III»         | 4:02     |  |